# 福山コンサルタント
株式会社福山コンサルタント（ふくやまコンサルタント）は、福岡県福岡市博多区に本社を置く建設コンサルタント会社で、道路設計、都市・交通計画に強みを持つ。

## 沿革
- 1949年3月 - 福山工務店創業。
- 1955年3月 - 一級建築士事務所福山コンサルタントに改称。
- 1963年11月 - 北九州市小倉区（現小倉北区）大字浅野町に株式会社福山コンサルタントを設立[1]。
- 1966年3月 - 北九州市小倉区（現小倉北区）紺屋町に本社を移転[1]。
- 1969年10月 - 北九州市小倉区（現小倉北区）片野新町に本社社屋を新築、移転[1]。
- 1994年7月 - 福岡市博多区博多駅東に本社ビル新築、移転[1]。
- 1995年3月 - 日本証券業協会に株式を店頭登録[1]。
- 1999年3月 - 全事業部でISO 9001を認証取得[1]。
- 2015年6月 - 子会社の株式会社福山リサーチ&インキュベーションセンターを吸収合併[1]。
- 2016年12月 - 上場廃止[1]。
- 2017年1月 - 株式移転方式により純粋持株会社の株式会社FCホールディングスを設立。同日、東京証券取引所JASDAQ（スタンダード）に株式を上場[1]。